# Rieszovo lemma
Rieszovo lemma, známé též jako lemma o skorokolmici (kvazikolmici), hovoří o tom, že i v normovaném lineárním prostoru bez skalárního součinu (kde schází pojem kolmosti) existují k danému podprostoru jakési „skorokolmé“ vektory, které v jistém smyslu aproximují kolmý vektor s libovolnou přesností.

## Znění
Nechť X je normovaný lineární prostor a Y je uzavřený vlastní podprostor v X. Pro každé r < 1 potom existuje x ∈ X takové, že ||x|| = 1 a dist(x, Y) > r.
Důkaz. Zvolme x0 ∈ X\Y, potom d := dist(x0, Y) > 0. Dále zvolme y0 ∈ Y takové, že ||x0 – y0|| ≤ d/r. Definujme x := (x0 – y0)/||x0 – y0||, tento vektor splňuje požadovanou podmínku, neboť pro libovolné y ∈ Y
{\displaystyle \|x-y\|={\frac {1}{\|x_{0}-y_{0}\|}}{\big \|}x_{0}-y_{0}-y\|x_{0}-y_{0}\|{\big \|}\geq {\frac {\operatorname {dist} (x_{0},Y)}{\|x_{0}-y_{0}\|}}\geq d\cdot {\frac {r}{d}}=r.}